# Jacqueline Kennedy Onasis
Jacqueline Lee „Jackie” Bouvier Kennedy Onasis (ur. 28 lipca 1929 w Southampton, zm. 19 maja 1994 w Nowym Jorku) – amerykańska dziennikarka. Jako żona 35. prezydenta Stanów Zjednoczonych Johna F. Kennedy’ego, w latach 1961–1963 pełniła rolę pierwszej damy USA.

## Życiorys

### Rodzina i edukacja
Jacqueline Lee Bouvier urodziła się 28 lipca 1929 w Southampton na Long Island w stanie Nowy Jork. Była córką maklera giełdowego Johna Vernona Bouviera III i jego żony, Janet Norton Lee. Miała młodszą siostrę, Caroline Lee (1933–2019), z którą żyła w dostatnich warunkach. Dorastała w majętnej rodzinie. W 1936 jej rodzice się rozstali, w 1940 wzięli rozwód, a w 1942 Janet Norton Lee wyszła za maklera Hugh Dudleys Auchinclossa, dzięki czemu jej rodzina żyła w jeszcze większym luksusie i dostatku – Jacqueline mieszkała w Newport (Rhode Island), w posiadłości Hammersmith Farm lub w rezydencji Merrywood w Wirginii. Pomimo rozstania rodziców, pozostawała w ciepłych relacjach z ojcem, spędzając z nim każdy weekend oraz coroczne wakacje w East Hampton, aż do jego śmierci w 1957. Matka zmarła w 1989, przed śmiercią zapadła na chorobę Alzheimera i pozostawała pod stałą opieką córki. Jacqueline była katoliczką.

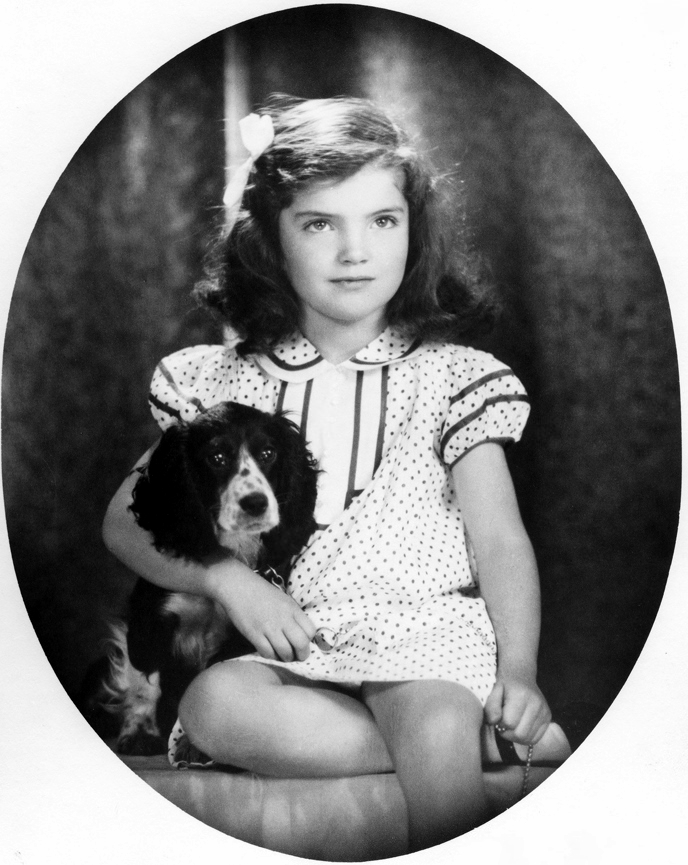
Kennedy Onasis (1935)

Od dzieciństwa była nazywana „Jackie”. Była rozpieszczonym dzieckiem, które sprawiało problemy wychowawcze w domu i szkole, jednocześnie cechowała ją inteligencja i błyskotliwość. Podstawową edukację odebrała w ekskluzywnej, prywatnej szkole Chapin School. Dalsze nauki pobierała w kolejnych szkołach prywatnych: Holton-Amrs w Waszyngtonie i Farmington w Connecticut. W okresie szkolnym brała udział w warsztatach teatralnych, była dziennikarką w szkolnej gazetce i kontynuowała naukę jazdy konno. Dzięki talentowi lingwistycznemu posługiwała się językami obcymi: francuskim, hiszpańskim i łacińskim.
W 1947 podjęła studia w Vassar College, gdzie – na koszt ojca – studiowała szekspirologię i historię religii. Dwa lata później wyjechała do Paryża, gdzie studiowała sztukę i literaturę francuską na Sorbonie. Po powrocie do Stanów Zjednoczonych podjęła studia na Uniwersytecie George’a Washingtona, które ukończyła w 1951 ze stopniem magistra sztuki. Następnie podjęła studia z zakresu historii USA w Georgetown School of Foreign Service.

### Kariera dziennikarska
W 1951 zwyciężyła w konkursie zorganizowanym przez redakcję czasopisma „Vogue”, na który napisała artykuł o modzie i esej na temat: „Ludzie, których chciałabym znać”, w którym wymieniła Charles’a Baudelaire’a, Siergieja Diagilewa i Oscara Wilde’a. W tym samym roku, dzięki protekcji Arthura Krocka, otrzymała posadę w redakcji gazety „Times Herald”, w której pracowała jako fotoreporterka i dziennikarka. Przeprowadziła wywiady m.in. z Richardem Nixonem i Johnem Kennedym, a w 1953 relacjonowała uroczystości koronacyjne królowej Elżbiety II w Londynie.

### Pierwsza dama Stanów Zjednoczonych

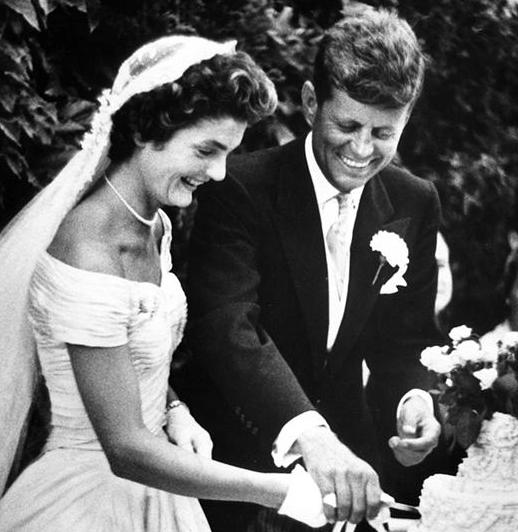
Ślub Kennedych (1953)

W maju 1952 na przyjęciu w domu Charlesa Bartletta, felietonisty „Chattanooga Times”, poznała senatora Johna F. Kennedy’ego, za którego wyszła 12 września 1953. Jej rodzina była związana z Partią Republikańską, jednak po jej ślubie z Kennedym zaczęto wywierać na nią naciski, by zmieniła poglądy i otwarcie poparła Partię Demokratyczną. Uczestniczyła w konwencjach partyjnych i wiecach wyborczych męża. Jej spotkania z wyborcami, organizacjami kobiecymi, a także konferencje prasowe miały walny wpływ na wynik wyborów prezydenckich w 1960.

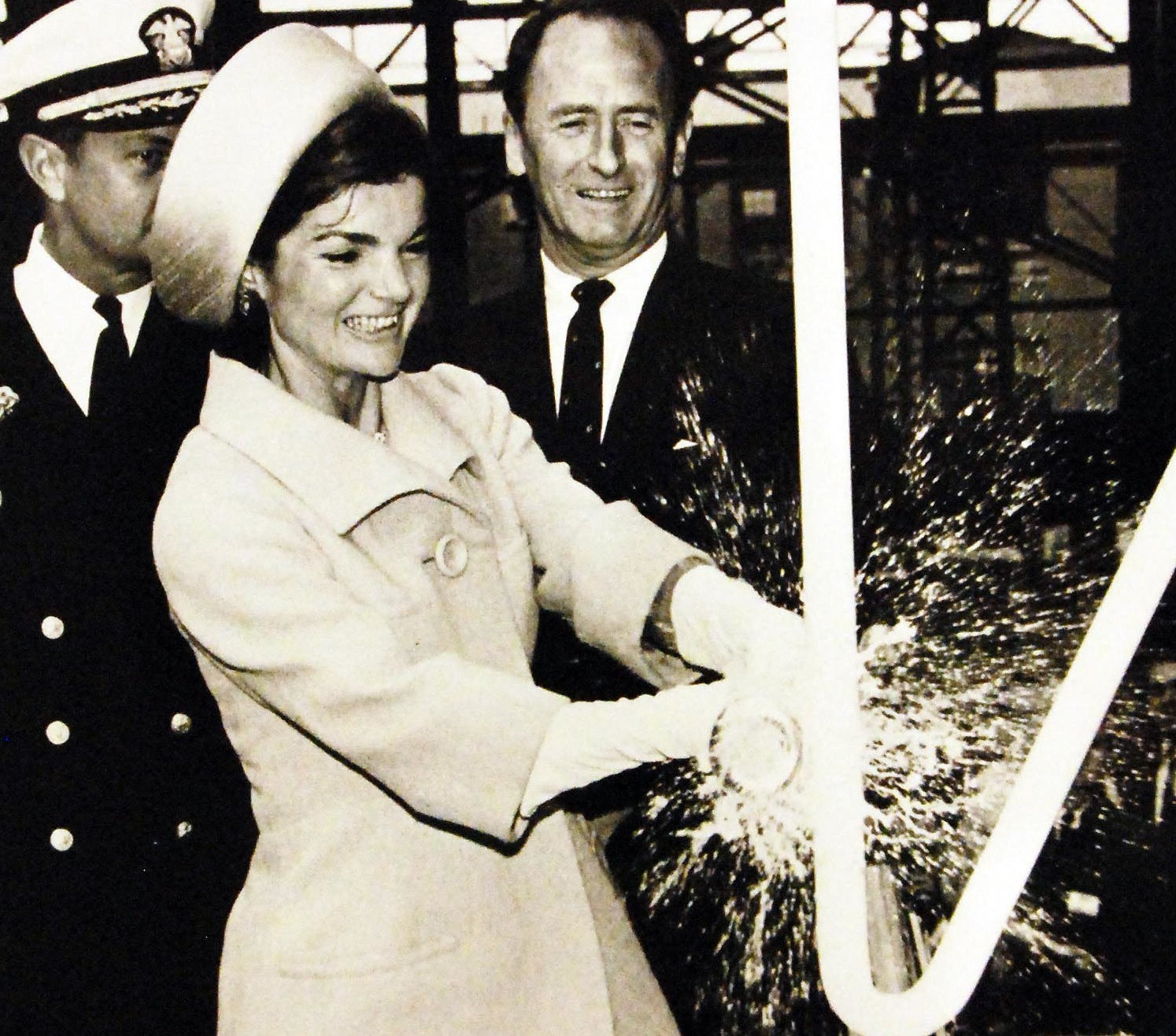
Kennedy (1962)

Po zwycięstwie męża w wyborach prezydenckich przeprowadziła się z nim do Białego Domu, który wkrótce odrestaurowała (w tym celu odnowiła i wyeksponowała stare meble) i opracowała przewodnik turystyczno-historyczny Historic Guide of the White House (który w ciągu 16 miesięcy po premierze rozszedł się w nakładzie 60 tys. egzemplarzy), po czym przekonała Kongres, aby uznał siedzibę prezydencką za obiekt muzealny i ustanowiła stałego kuratora. Jako nowa pierwsza dama została ciepło przyjęta i dzięki wydawanym przyjęciom szybko zyskała poparcie waszyngtońskiej elity. Zapraszała nie tylko polityków i dyplomatów, ale także artystów i naukowców – gośćmi w Białym Domu byli m.in. Ernest Hemingway, John Steinbeck, Isaac Stern, Pau Casals, Igor Strawinski i Andrew Wyeth. Ponieważ, zdaniem Jacqueline, Waszyngton miał mierną sytuację kulturalną, rozpoczęła zbiórkę pieniędzy na budowę John F. Kennedy Center for Performing Arts. Zwracała uwagę również na zaniedbania socjalne w regionach opóźnionych technologicznie i aktywnie działała w sprawie ochrony przestrzeni miejskich.
Jako pierwsza dama odbyła sporo podróży zagranicznych, podczas których m.in. spotkała się z Nikitą Chruszczowem w Wiedniu w 1961 oraz uczestniczyła w prywatnej audiencji z papieżem Janem XXIII w Rzymie w 1962. Jej wizyta w Indiach i Pakistanie okazała się tak dużym sukcesem, że Agencja Informacyjna nakręciła propagandowy film pt. Jacqueline Kennedy’s Asian Tour. Nie wpływała na polityczne decyzje męża, ale chętnie konsultowała z nim jego zajęcia i podróże oraz pomagała w opracowywaniu przemówień. Z czasem coraz bardziej niechętnie uczestniczyła w imprezach i balach, uważając je za nudne. Nie lubiła eksponować swojej osoby, choć jednocześnie lubiła zainteresowanie swoją osobą. Mocno kontrolowała i cenzurowała to, jak prezentowana jest w mediach, przez co odizolowała się od świata.

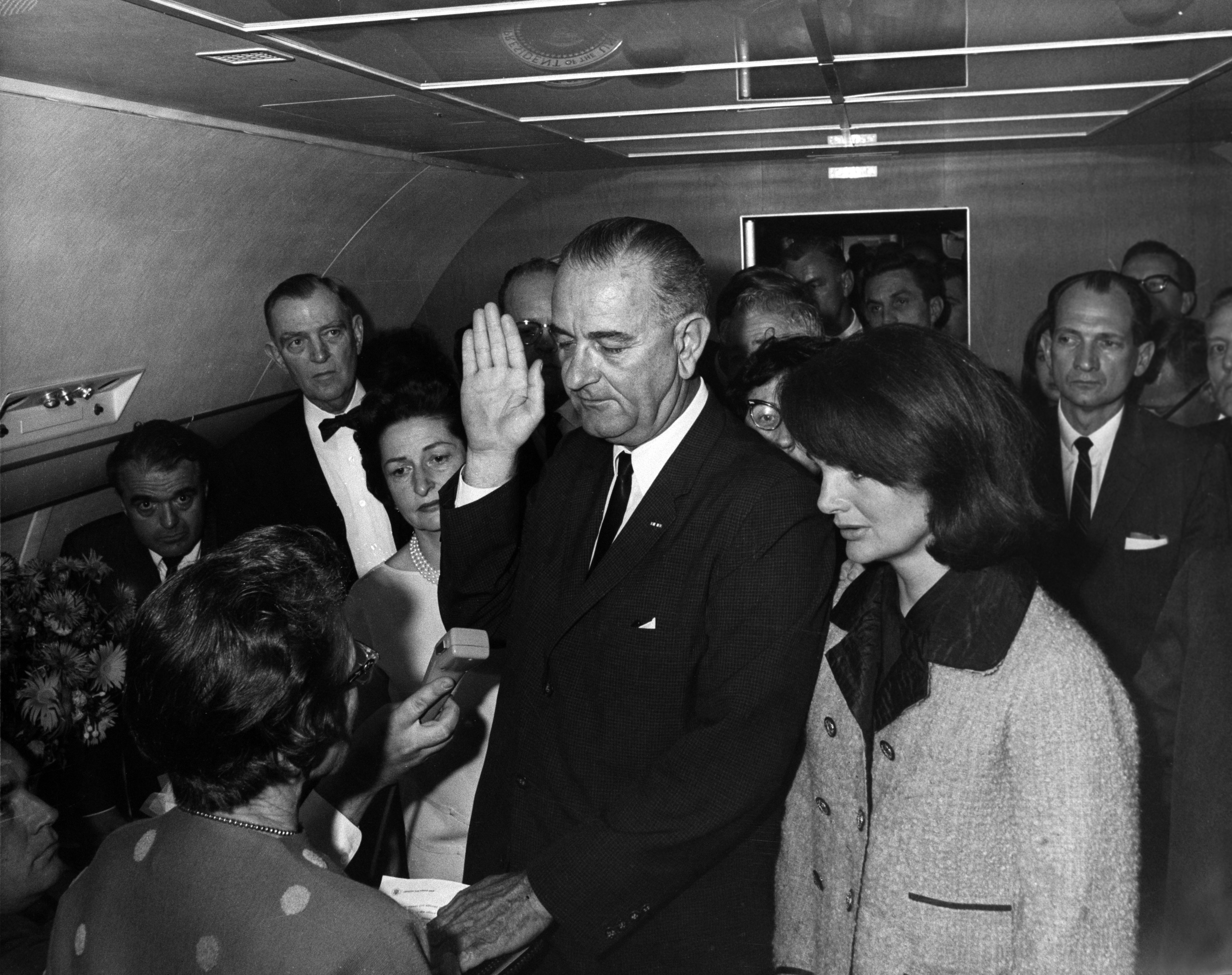
Kennedy Onasis na pokładzie Air Force One kilka godzin po zamachu, 22 listopada 1963

22 listopada 1963 o godz. 12:30 Kennedy został ofiarą zamachu. Jacqueline towarzyszyła mu wówczas podczas przejazdu przez Dallas. Po śmierci prezydenta zarządziła, by jego pogrzeb miał podobny przebieg do pogrzebu Abrahama Lincolna. Pod koniec 1963 Kongres uchwalił dla niej uposażenie w wysokości 10 tys. dol. rocznie. Po śmierci męża popadła w depresję. Kilka dni po śmierci męża wysłała list do Nikity Chruszczowa, prosząc by utrzymano stosunki amerykańsko-radzieckie po kryzysie kubańskim. Tydzień po zamachu udzieliła wywiadu Theodore’owi A. White’owi, który został opublikowany w czasopiśmie „Life”. 5 czerwca 1964 złożyła zeznania przed Prezydencką Komisją do wyjaśnienia zabójstwa prezydenta Johna F. Kennedy’ego.
Po opuszczeniu Białego Domu zamieszkała w domu przy N Street w Georgetown. W 1964 przeniosła się do Nowego Jorku, gdzie początkowo mieszkała w apartamencie w hotelu Carlyle na Madison Avenue, a następnie w mieszkaniu na Fifth Avenue. 22 listopada 1964 napisała artykuł o mężu dla magazynu „Life”. Z uwagi na jej wielką popularność, w latach 60. proponowano jej kandydowanie na wiceprezydenta, ambasadora lub senatora, jednak odrzuciła wszystkie propozycje. Przekonała prezydenta Johnsona, by przemianować Cape Canaveral na Cape Kennedy; w 1973 przywrócono oryginalną nazwę, a w zamian imieniem Kennedy’ego nazwano ośrodek badań kosmicznych. W listopadzie 1967 złożyła wizytę Norodomowi Sihanoukowi, prezydentowi Kambodży, a swoim pobytem w tym kraju poprawiła jego napięte stosunki dyplomatyczne z USA. Gdy w 1968 zamordowano Roberta Kennedy’ego, planowała wyjechać ze Stanów Zjednoczonych, w obawie o bezpieczeństwo swoich dzieci.

### Małżeństwo z Aristotelisem Onasisem i powrót do dziennikarstwa
W 1968 poślubiła Aristotelisa Onasisa, z którym zamieszkała w Grecji. W maju 1971 jej nagie zdjęcia z wakacji na wyspie Scorpios zostały opublikowane we włoskim magazynie „Playmen”, a następnie w czasopismach na całym świecie. W maju 1972 udzieliła wywiadu dla irańskiego czasopisma „Kayham International”, w którym opowiedziała m.in. o swojej rodzinie i dziennikarskiej przeszłości.

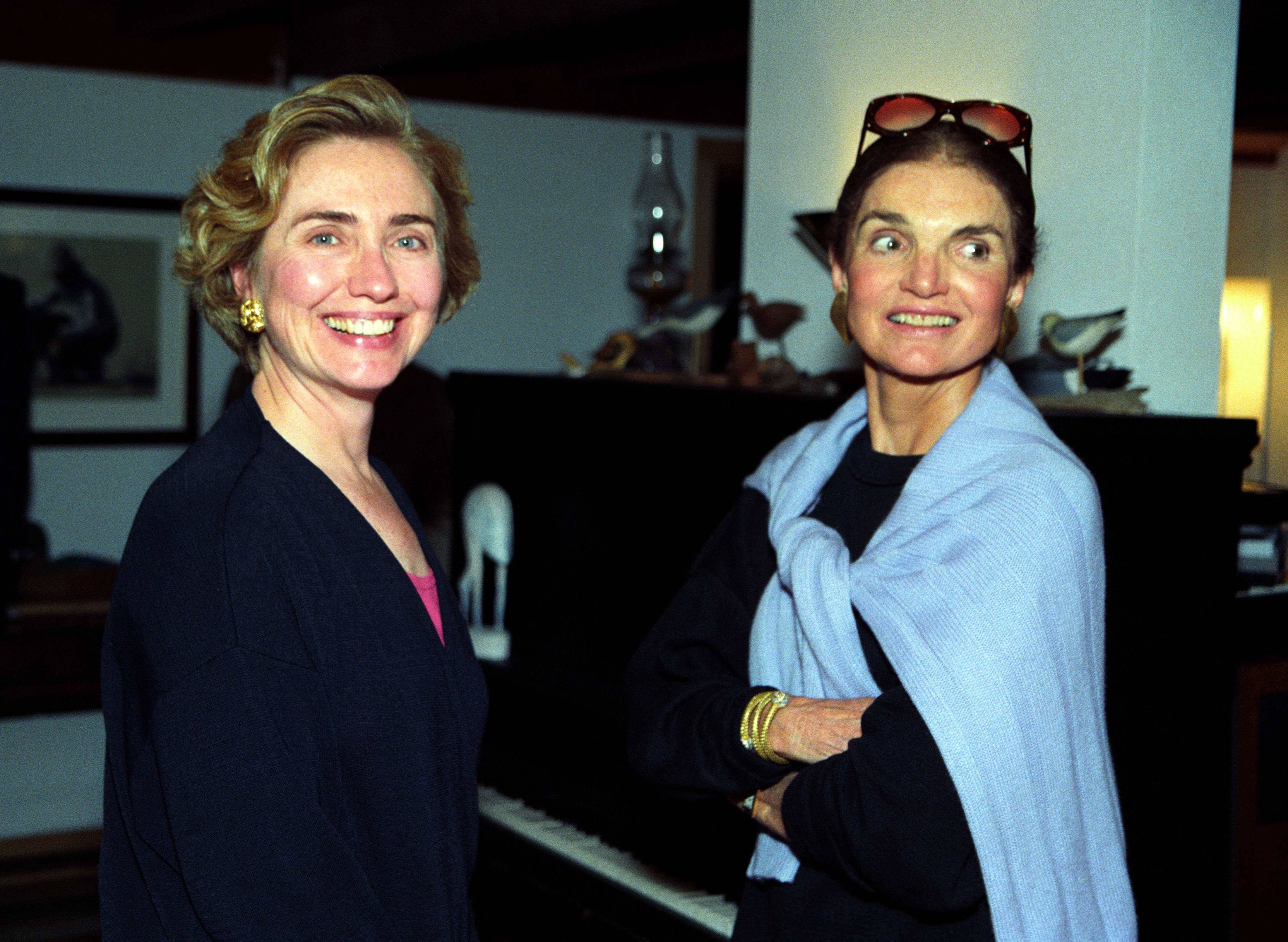
Hillary Clinton i Jacqueline Kennedy Onasis (1993)

Po śmierci Onasisa w 1975 wróciła do Stanów Zjednoczonych i zamieszkała przy Piątej Alei w Nowym Jorku. Pracowała tam jako reporterka w wydawnictwie Viking Press, z którego odeszła w październiku 1977 po dwóch latach pracy. Wiosną 1978 rozpoczęła współpracę z wydawnictwem Doubleday and Company, w którym była redaktorką do 1994 i wyszukiwała nowe pozycje książkowe do publikacji. Nadal unikała rozgłosu i strzegła swojej prywatności. W marcu 1979 na prośbę redakcji czasopisma „Ms.” napisała artykuł, w którym wyjaśniła swoje pobudki do podejmowania przez nią pracy zawodowej. Wiosną 1993 udzieliła redakcji „Publishers Weekly” wywiadu o swojej pracy dziennikarskiej. Utrzymywała bliskie kontakty z Billem i Hillary Clintonami. Za namową Andre’a Meyera inwestowała na giełdzie, zaś Maurice Tempelsman namówił ją do lokowania kapitału w metalach szlachetnych.

### Choroba i śmierć
W styczniu 1994 rozpoznano u niej zaawansowanego chłoniaka nieziarniczego, co potwierdzono publicznie 10 lutego. Zmarła 19 maja 1994 o godz. 22.15 w swoim nowojorskim apartamencie. 23 maja odbył się pogrzeb Kennedy Onasis, w którym uczestniczyło ok. 700 osób, w tym osobistości świata polityki, kultury i sportu, m.in. Bill i Hillary Clintonowie, Lady Bird Johnson i Pierre Salinger. Została pochowana obok pierwszego męża, Johna F. Kennedy’ego, na cmentarzu narodowym w Arlington.

## Życie prywatne

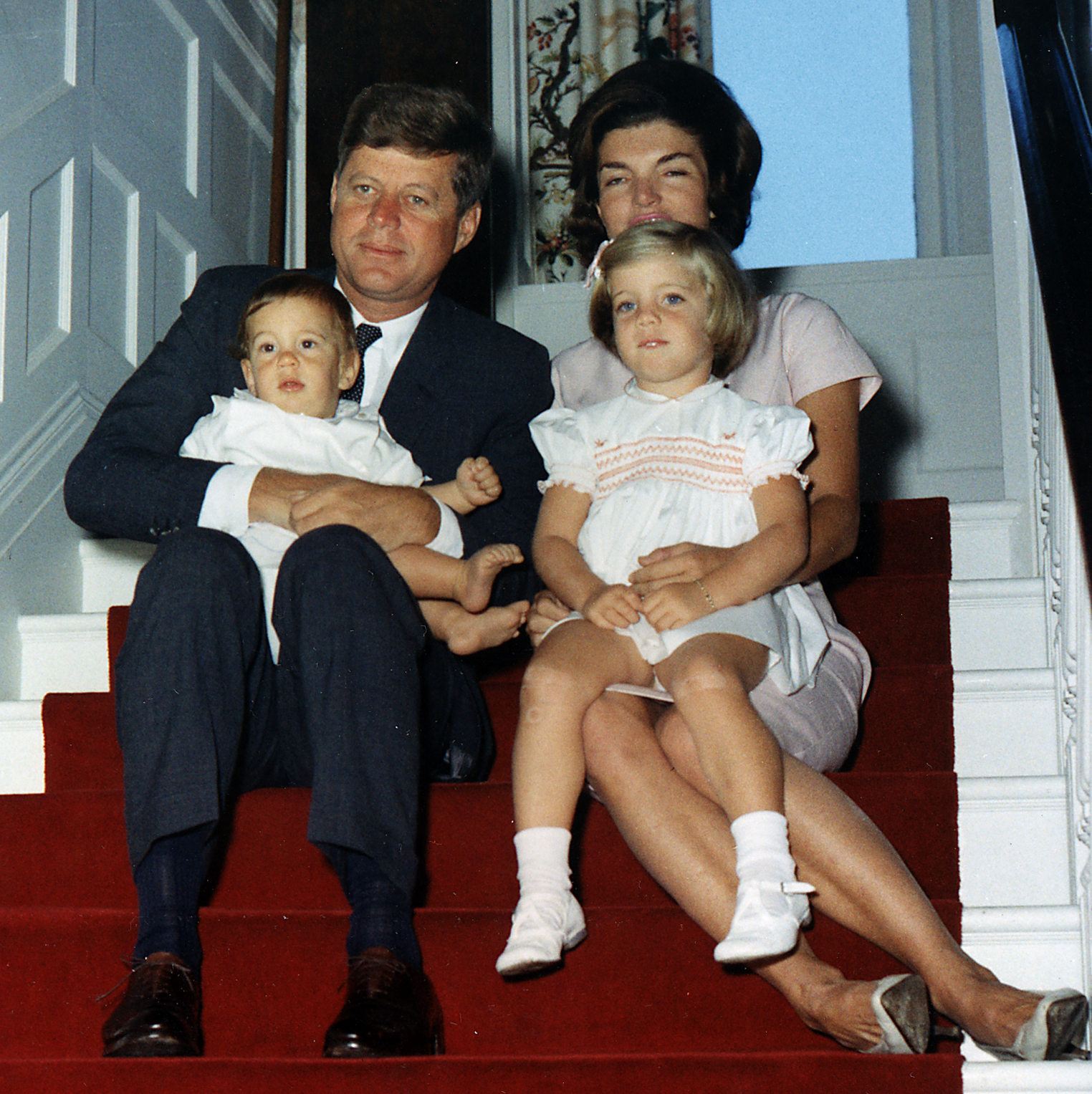
Kennedy z mężem i dziećmi (1961)

Miała wielu adoratorów. W latach 50. zaręczyła się z maklerem z Nowego Jorku, Johnem Hustedem. W 1951 zaczęła się spotykać z Johnem Kennedym. Dwa lata później, gdy senator był zdecydowany na małżeństwo, Bouvier się wahała, mając na względzie jego skłonności do romansów. Ponieważ ojciec Jacqueline miał liczne związki pozamałżeńskie, uważała ona wszystkich mężczyzn za kobieciarzy. Zaręczyła się z Kennedym w maju 1953. 12 września 1953 pobrali się w kościele rzymskokatolickim pw. św. Marii w Newport; ślubu udzielił im arcybiskup Bostonu Richard Cushing. Po dwutygodniowej podróży poślubnej do Acapulco zamieszkała z mężem w Georgetown w Waszyngtonie, a w 1955 przeprowadziła się  z nim do posiadłości w Hickory Hill (Kentucky). W 1955 poroniła ciążę, a w sierpniu następnego roku urodziła martwe dziecko – córkę, której nadała imię Arabelle. Po tych wydarzeniach przeprowadziła się z mężem do domu przy P Street NW w Waszyngtonie. Z Kennedym miała troje dzieci: córkę Caroline (ur. 27 listopada 1957) oraz synów: Johna Fitzgeralda juniora (ur. 25 listopada 1960) i Patricka (ur. 7 sierpnia 1963, zm. 9 sierpnia 1963). Zdaniem biografów, małżeństwo Kennedych było zawarte z rozsądku i podtrzymywane z przyzwyczajenia i wygody, a Jacqueline była świadoma romansów męża, lecz nie ma dowodów, które wskazywałyby na chęć rozwodu.
W ciągu pięciu lat od śmierci męża w listopadzie 1963 pozostawała w dwóch nieformalnych związkach, jej partnerami byli sir David Ormsby-Gore, brytyjski ambasador w USA, oraz Roswell Gilpatrick, podsekretarz stanu ds. opieki społecznej. 20 października 1968 wyszła za greckiego milionera Aristotelisa Onasisa. Ślub odbył się w obrządku greckoprawosławnym na prywatnej wyspie Skorpios na Morzu Jońskim. Liczne konflikty po kilku latach pożycia sprawiły, że Onasis zaczął żałować swojej decyzji i zmienił swój testament, pomniejszając udział żony w spadku ze 100 mln dol. na 200 tys. dol. rocznie. Małżonkowie rozważali nawet rozwód, jednak 15 marca 1975 Onasis zmarł. Jacqueline procesowała się o majątek z córką zmarłego męża, Christiną, lecz sąd ostatecznie przyznał jej blisko 20 mln dol.
Po śmierci Onasisa spotykała się m.in. z byłym senatorem George’em S. McGovernem, przedsiębiorcą Henrym Plattem, piosenkarzem Frankiem Sinatrą i dziennikarzem Pete’em Hamillem. Od końca lat 70. jej życiowym partnerem był przedsiębiorca Maurice Tempelsman.

## Wizerunek i styl

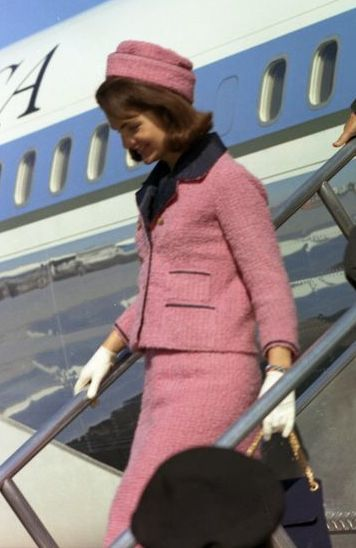
Słynny różowy kostium, który nosiła podczas zamachu

Mierzyła ok. 156 cm wzrostu. W dorosłym życiu utrzymywała wagę ok. 55 kg. Miała naturalnie kręcone włosy, które regularnie przez lata prostowała. Często pokazywała się także w wytapirowanych włosach, a w ostatnim okresie życia przefarbowała włosy z ciemnego koloru na jasnobrązowy z pasemkami. Miała wysokie czoło, szeroko rozstawione oczy, długą szyję i małe piersi. W 1979 przeszła całościowy lifting twarzy.
Zazwyczaj mówiła uwodzicielskim, lekko zdyszanym głosem, zbliżonym do szeptu. Częścią jej publicznej osobowości był także szeroki uśmiech.
Od czasu wyborów prezydenckich styl Jacqueline Kennedy był w centrum uwagi. Została okrzyknięta przez miliony kobiet ikoną mody lat 60. i 70. XX wieku. Zapoczątkowała modę na sukienki o szerokich ramiączkach, ze specyficznym wycięciem w łódkę, dopasowane w talii, jak także na spódnice mini, okrągłe toczki, chodzenie bez pończoch i podtrzymywanie włosów okularami słonecznymi. Korzystała z usług wielu projektantów, takich jak m.in. Giorgio Armani, Carolina Herrera, Chanel, Lacoste, Lilly Pulitzer, Valentino czy Zoran. Włoski dom mody Gucci zaprojektował torebkę nazwaną „Jackie” w hołdzie Kennedy Onasis. Rocznie wydawała od 75 do 100 tys. dol. na ubrania, za co była krytykowana w prasie. Często nosiła rękawiczki, szczególnie po ukończeniu 50. roku życia, by ukryć wątrobiane plamy na dłoniach.
Jej różowa sukienka wykonana według wykroju stworzonego w domu mody Chanel i uszyta w salonie Chez Ninon, oraz kapelusz, które miała na sobie w chwili zamachu na Johna F. Kennedy’ego, stały się jednym z obrazów lat 60. XX wieku. W tej stylizacji pokazywała się publicznie jeszcze kilka dni po zamachu.

## Wpływ na popkulturę
W 1961 zajęła drugie miejsce w rankingu na najbardziej podziwianą kobietę na świecie sporządzonym na podstawie badań Gallupa, w latach 1962–1966 plasowała się na szczycie tego zestawienia, w latach 1977–1979 zajmowała 10. miejsce, a w 1992 – ósme miejsce. W 1985 według danych „Good Housekeeping” zajmowała 50. miejsce na liście najbogatszych kobiet Ameryki (jej ówczesny majątek oszacowano na 25 mln dol.), przy czym była jedyną, która miała stałą pracę.
Krótko po zabójstwie Johna Kennedy’ego serię portretów Jacqueline wykonał Andy Warhol, a prace z tej serii znajdują się m.in. w zbiorach Metropolitan Museum of Art i Philadelphia Museum of Art.
Pablo Larraín poświęcił jej pełnometrażowy film fabularny Jackie (2016) ukazujący krótki okres życia Jaqueline po zamachu na Johna F. Kennedy’ego. Tytułową rolę zagrała Natalie Portman.